# Sunday Bada
Sunday Bada (Kaduna, 22 de junio de 1969-Lagos, 12 de diciembre de 2011) fue un atleta nigeriano, especializado en la prueba de 4x400 m en la que llegó a ser medallista de bronce mundial en 1995 y campeón olímpico en Sídney 2000.

## Carrera deportiva
En el Mundial de Gotemburgo 1995 ganó la medalla de bronce en los relevos 4x400 metros, con un tiempo de 3:03.18 segundos, tras Estados Unidos y Jamaica, siendo sus compañeros de equipo: Kunle Adejuyigbe, Jude Monye y Udeme Ekpeyong.
Cinco años más tarde, ganó el oro en las Olimpiadas de Sídney 2000, por delante de Jamaica y Bahamas.